# Lievin Herremans
Lievin Herremans (Brugge, 1858 - Drogenbos, 1921) was een Belgische kunstschilder, gekend voor zijn postimpressionistische landschappen, stadsgezichten en marines en als schilder van figuren en naakten, vaak met een symbolistische inslag.

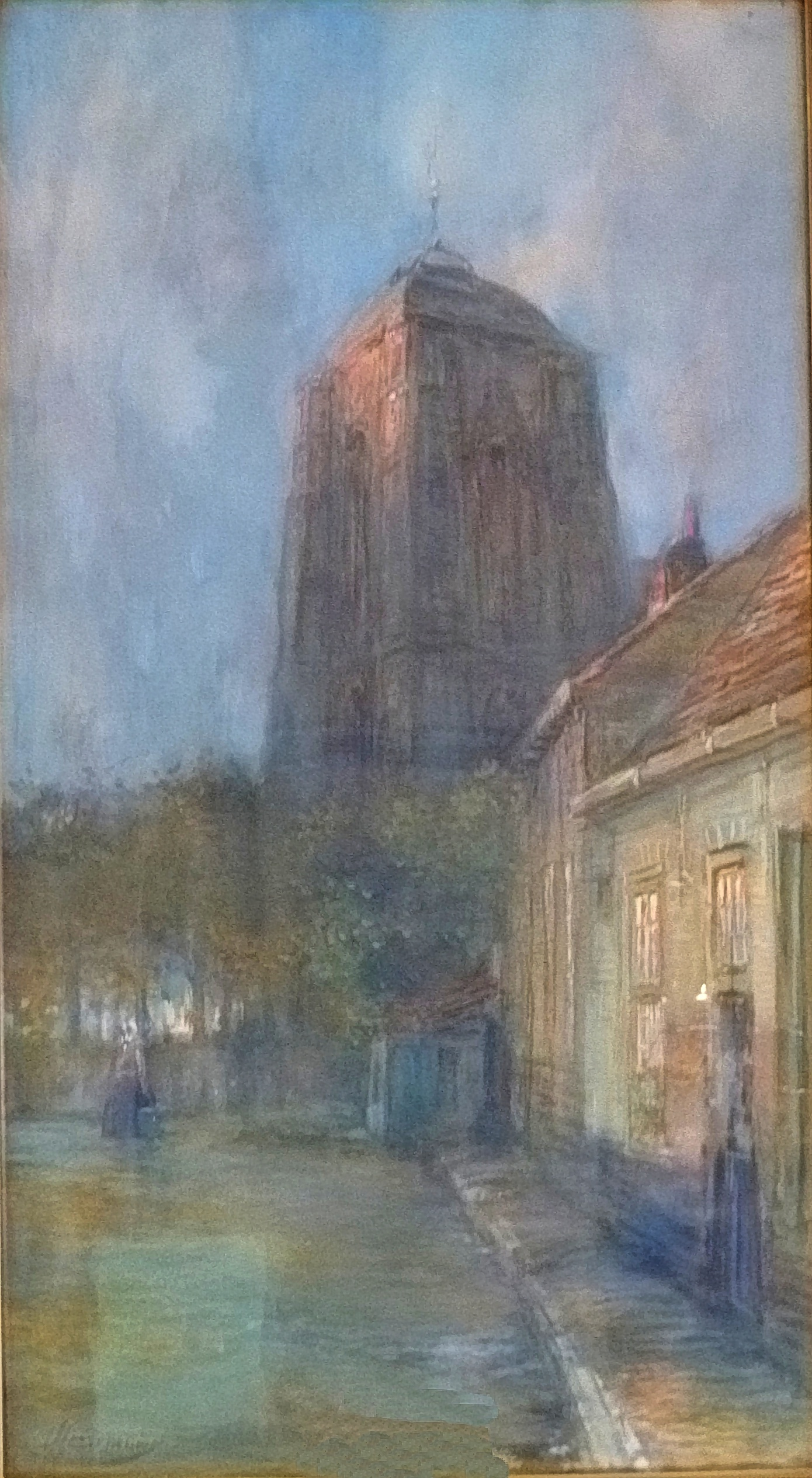
"Derniers rayons" (zicht op Grote Kerk te Veere)

Hij kreeg zijn opleiding aan de Academies van Brugge en Antwerpen (1885-1886, o. a. bij Karel Verlat) maar debuteerde reeds rond 1880 in Brugge. Hij vervolmaakte zich verder in Parijs en Italië (o.a. "Zicht op Venetië", 1912). Hij schilderde later ook vaak in Zeeland (zoals "Haven van Veere", 1907)en Brabant ("Zicht op Dordrecht").
In 1892 werd hij lid van de Commissie voor Schone Kunsten van Schaarbeek, samen met de beeldhouwer Léon Mignon en de schilders Joseph Coosemans, Jan Verhas, Isidore Verheyden en Alfred Verwee met als doel "werken aan te kopen van kunstenaars die in de gemeente wonen".
Hij gaf in 1911 een tentoonstelling, samen met Marcette, in de Cercle Artistique et Littéraire (Brussel).
Zijn meeste werken bevinden zich nog in privébezit en komen regelmatig terecht in kunstveilingen, maar ook het Koninklijk Museum voor Schone Kunsten Antwerpen bezit werk van hem.